# Oscar Gottlieb
Oscar Pavel Gottlieb (9. února 1942 Praha – 6. srpna 2018) byl český hudební publicista, herec, konferenciér a dabér.

## Osobní život
Gottlieb neměl vlastní děti, ale více než 44 let žil se svou životní družkou Milenou, s níž vychoval nevlastního syna Tomáše. Zemřel v létě 2018 po dlouhé vážné nemoci.

## Kariéra

### Hudební publicistika a DJ
Gottlieb byl 1. český diskžokej[zdroj?], v 60. letech minulého století patřily jeho diskotéky k nejvyhledávanějším nejen v Praze. Působil ve slavných klubech, jako byly Dynacord nebo Reduta. Ve druhé polovině 60. let působil jako DJ a hudební publicista v Československém rozhlase. Jeho nejznámějším pořadem byl JUNIOR 30, který uváděl slovy, která zlidověla: „Je právě tolik hodin, kolik právě je. Máte-li na svých hodinkách více nebo méně, není to naše chyba, neboť my začínáme vždycky včas!“ Z rozhlasu byl donucen po roce 1969 odejít. Rozhlas byl podle jeho slov jeho život, a jeho ztráta tak pro něj byla velmi bolestná.
V mezidobí využil Gottlieb širokého rozsahu svého talentu, a působil na mnoha uměleckých frontách. Jako moderátor (tehdy se říkalo konferenciér), dlouhá léta uváděl zájezdové programy Country Beatu Jiřího Brabce, kde doprovázel Naďu Urbánkovou a Karla Černocha, posléze na téže pozici pracoval s Michalem Tučným a jeho Tučňáky. Následně spolupracoval s TOČRem pod vedením Felixe Slováčka. Pořady těchto kapel nejen uváděl, ale vytvářel je i autorsky. Když nemohl v 80. letech Praze vystupovat, přijal nabídku Kulturního střediska v Českých Budějovicích, a vytvořil tam koncipovaný pořad TANDEM, od slov Tanec – Debata – Muzika. Byl vlastně průkopníkem „night show“ u nás, protože v každém pořadu s měsíční frekvencí zpovídal významné hosty. Druhou polovinu tvořila jeho diskotéka. Pořady byly po dlouhé roky vždy vyprodány.
Do rozhlasu se mohl vrátit až na konci 80. let, mj. jeden ze zakládajících moderátorů Nočního proudu. V 90. letech pak opět dostal šanci vytvořit vlastní hudební pořady na stanicích Regina a posléze Dvojka. Jeho pořady opět patřily k nejposlouchanějším.

### Herecká kariéra a dabérství
Gottlieb byl i příležitostným hercem, jeho bezpochyby nejslavnější rolí byl Béda, kapelník z diskotékového baru, který žhavil drát ve filmu Jak básníci přicházejí o iluze režiséra Dušana Kleina. Gottlieb byl také dlouholetým dabérem, např. ve filmech E.T. – Mimozemšťan, Přelet nad kukaččím hnízdem, seriálu Akta X a mnoha dalších filmech i seriálech.